# Gabriella Cilmi
Gabriella Lucia Cilmi (Melbourne, 10 de octubre de 1991) es una cantante y compositora de origen australiano, con ascendencia italiana de música Soul, Jazz y R&B
Es conocida por su debut con el tema «Sweet About Me», publicado en abril de 2008.
Vive con sus padres Joe y Paula (cuyos orígenes se encuentran en Calabria, Italia) y su hermano Joseph.

## Biografía
Cilmi nació en Dandenong, Melbourne, hija de inmigrantes italianos de origen arbëreshë. Desde una edad temprana se interesó por la música, incluyendo en sus preferencias artistas como Nina Simone, Led Zeppelin, Janis Joplin, T. Rex y Cat Stevens. A pesar de su aptitud musical y su talento vocal, la rechazaron en numerosas ocasiones porque «carecía de la disciplina necesaria para seguir una carrera de cantante».
En 2004 atrapó la atención de Michael Parisi, un ejecutivo de Warner Music mientras improvisaba la canción «Jumping Jack Flash» de los Rolling Stones en el "Lygon Street Festa", un festival de la comunidad en Melbourne. A la edad de 13 años, Cilmi viajó a Estados Unidos y al Reino Unido con Adrian Hannan y firmó un contrato con Island Records.

## 2005 a 2009: «Lessons to be learned»
Las pistas «Don’t tell me» y «Sorry», coescritas con Barbara y Adrian Hannan, aparecieron en la banda sonora de la película australiana Hating Alison Ashley.
Cilmi hizo su debut en la televisión del Reino Unido el 14 de diciembre de 2007 cuando cantó su nuevo sencillo «Sweet about me» en el programa Later… with Jools Holland. En diciembre de 2007 el tema «Sanctuary» apareció en el filme St Trinian’s y en su banda sonora.
El primer álbum de Cilmi, Lessons to be learned, fue escrito y grabado con el equipo Xenomania y fue lanzado el 31 de marzo de 2008 en el Reino Unido. Ha sido comparada con Amy Winehouse, Anastacia y Macy Gray.
El sencillo «Sweet about me» debutó con el número 68 de la lista UK Singles el 9 de marzo de 2008 y se movió a la posición 50 la siguiente semana. Alcanzó su máxima posición (6) en las listas el 15 de junio de 2008.
Ganó seis premios Aria en Australia en las categorías:
- Mejor artista femenino
- Artista nuevo: sencillo Sweet about me
- Artista nuevo: álbum Lessons to be learned
- Mejor lanzamiento pop, por Lessons to be learned
- Sencillo más vendido: Sweet about me
- Sencillo del año: Sweet about me.

Gabriella fue telonera de James Blunt en su gira por Australia en junio de 2008 y participó en los MTV de Grecia el 4 de octubre de 2008 junto a R.E.M. y Kaiser Chiefs.
El 9 de julio Cilmi lanzó su segundo sencillo en el Reino Unido titulado Save the lies, fue estrenado exclusivamente en la página oficial del periódico The Sun.
El 31 de enero de 2009, Gabriella cantó en el Rod Laver Arena antes de la final masculina de 2009 del Abierto de Australia, uno de los temas interpretados fue «Sweet about me».

## 2010 a la actualidad: «Ten»
El 28 de marzo de 2010 Gabriella cantó el himno nacional de Australia antes de la carrera de Fórmula 1 de 2010 en Melbourne.
Su segundo disco de estudio, "Ten", fue lanzado el 22 de marzo de 2010. Declaró que quería que su álbum tuviera más influencia R&B. Cuando habló sobre el nuevo disco mencionó que estuvo escuchando a Blondie y que ese grupo ha inspirado parte de su nuevo material. Brian Higgins, el cantautor y productor de "Girls Aloud" ayudó en el nuevo álbum.
En enero de 2010 Popjustice hizo de «On A Mission» su “canción del día”.
Posteriormente pensó en abandonar la música. No alcanzó el éxito que tuvo Sweet About Me con otros lanzamientos. Y pensó en dedicarse a ser maestra de jardín infantiles, pero no lo hizo.
Tras varios años lanzó un nuevo disco en 2019, titulado The water. 
Actualmente, vive en Londres y disfruta de actividades creativas, además de practicar la meditación y la oración.
En sus redes sociales sigue dando a los fans alegrías con acústicos, a veces en directo.

## Discografía

### Álbumes
- 2008 - Lessons to Be Learned
- 2010 - Ten
- 2013 - The Sting

### Sencillos
- 2008 - Sweet About Me
- 2008 - Don't Wanna Go to Bed Now (Australia).
- 2008 - Save the Lies
- 2008 - Sanctuary
- 2010 - On A Mission
- 2010 - Hearts Don't Lie
- 2010 - Defender
- 2019 - The Water